# HIStory3 - Trapped
HIStory3 - Trapped (HIStory 3 - 圈套) è una miniserie di 20 episodi, appartenente alla serie televisiva antologica taiwanese HIStory, pubblicata sul servizio streaming CHOCO TV (e in latecast su Line TV) dal 16 aprile al 12 giugno 2019.

## Trama
Una sparatoria misteriosa avvenuta 4 anni prima gli eventi narrati causa la morte di una ufficiale di polizia e del capo di un sindacato del crimine noto come Tianmeng mentre ferisce quasi mortalmente Tang Yi, un altro criminale. Quattro anni dopo il caso risulta ancora irrisolto e l'investigatore della polizia Meng Shao-fei è determinato a scoprire la verità per rendere giustizia all'ufficiale che perse la vita che era stato in passato il suo mentore. Per questo motivo continua a dare la caccia a Tang Yi, ora a capo della Tianmeng, poiché convinto che egli sappia più di quanto dica. Anche quest'ultimo è a caccia di risposte, ma a differenza del poliziotto non cerca giustizia per il precedente capo (che per lui era stato una figura paterna) bensì vendetta, per questo motivo rifiuta di collaborare con le forze dell'ordine. Tuttavia una situazione inaspettata spingerà Shao- Fei e Tang Yi a una collaborazione forzata che finirà per trasformarsi in stima reciproca e, successivamente, anche in sentimenti più profondi.

## Personaggi e interpreti
- Meng Shao Fei, interpretato da Jake Hsu
Ufficiale appartenente al terzo plotone che si occupa di un'indagine relativa a una sparatoria, avvenuta quattro anni prima gli eventi narrati, che causò la morte di una ufficiale di polizia (sua istruttrice) e di un leader di una triade. È ossessionato da Tang Yi, l'unico superstite e testimone ancora vivo della sparatoria.
- Tang Yi, interpretato da Chris Wu
Figlio adottivo del leader di una triade, Tang Guo-dong, è una delle vittime della sparatoria sulla quale indaga Fei. Tang Yi promette di trovare l'assassino e di "purificare" l'organizzazione criminale di Tang da droghe e altre attività illegali.
- Jack, interpretato da Andy Bian
La più fidata guardia del corpo di Tang Yi che, durante la storia, si scoprirà essere un mercenario. Tende a sorridere sempre ed è estremamente bravo nell'arte della cucina.
- Zhao Li An (soprannominato "Zhao Zi"), interpretato da Kenny Chen
Amico e collaboratore di Shao-fei. Zhao Zi può essere ingenuo, ma è estremamente ottimista e leale. È un amante della buona cucina.
- Zuo Hong Ye, interpretata da Diane Lin
Figlia adottiva di Tang Guo-dong innamorata del proprio collaboratore Dao Yi.
- Li Zhi De, interpretato da Stanley Mei
Il fedele seguace di Tang Yi innamorato di lui.
- Gu Dao Yi, interpretato da Sphinx Ding
Fedele seguace di Tang Guo-dong che sviluppa dei forti sentimenti per Hong-ye che, però, fatica ad ammettere.
- Huang Yi Qi, interpretata da Amy Yen
Collaboratrice di Fei che sviluppa una cotta per lui.
- Shi Da-pao, interpretato da He Long
Capo del terzo plotone di indagine. Sebbene sia apparentemente burbero dimostra di avere un buon cuore.
- Chen Wen-hao, interpretato da Chen Chia-kuei
Potente spacciatore che Tang Yi ritiene sia l'assassino di Tang Guo-dong.
- Zhou Guan-zhi, interpretato da Kass Tsai
Ufficiale del terzo plotone.
- Azhi, interpretato da Cai Cheng Yi
- Jun Wei, interpretato da Liu Yu Xin
- Andy, interpretato da Zhang Guang Chen
- Chen Wen Hao, interpretato da Chia Kuei Chen

## Episodi
| Episodio | Messa in onda  |
| -------- | -------------- |
| 1        | 16 aprile 2019 |
| 2        | 17 aprile 2019 |
| 3        | 18 aprile 2019 |
| 4        | 23 aprile 2019 |
| 5        | 24 aprile 2019 |
| 6        | 25 aprile 2019 |
| 7        | 30 aprile 2019 |
| 8        | 1 maggio 2019  |
| 9        | 7 maggio 2019  |
| 10       | 8 maggio 2019  |
| 11       | 14 maggio 2019 |
| 12       | 15 maggio 2019 |
| 13       | 21 maggio 2019 |
| 14       | 22 maggio 2019 |
| 15       | 28 maggio 2019 |
| 16       | 29 maggio 2019 |
| 17       | 4 giugno 2019  |
| 18       | 5 giugno 2019  |
| 19       | 11 giugno 2019 |
| 20       | 12 giugno 2019 |